# Fiesta del circuito
Las fiestas del circuito, también conocidas por su nombre en inglés como circuit parties, son eventos masivos de baile dirigidos al público homosexual masculino que pueden durar desde una noche hasta un fin de semana completo. Los eventos precursores a las fiestas del circuito se popularizaron a finales de la década de 1970 en Estados Unidos y recibían el nombre de fiestas disco. Estas fiestas iniciales duraban solo una noche y se llevaban a cabo en establecimientos espaciosos de áreas metropolitanas que contaran con grandes poblaciones de hombres gais.
Las primeras fiestas del circuito se desarrollaron en conexión con los bailes del té, a los que asistían principalmente hombres homosexuales estadounidenses, así como con fiestas temáticas celebradas en Fire Island, Nueva York, en los días previos al comienzo de la epidemia de VIH/sida. Con el tiempo adquirieron varias características de los raves, aunque ambos tipos de fiestas se diferencian en que las fiestas del circuito son más publicitadas y más profesionales en su producción, además de que tienden a atraer a personas de un rango de edad y un área geográfica más amplias.

## Historia

### Inicio como fiestas disco (década de 1970)

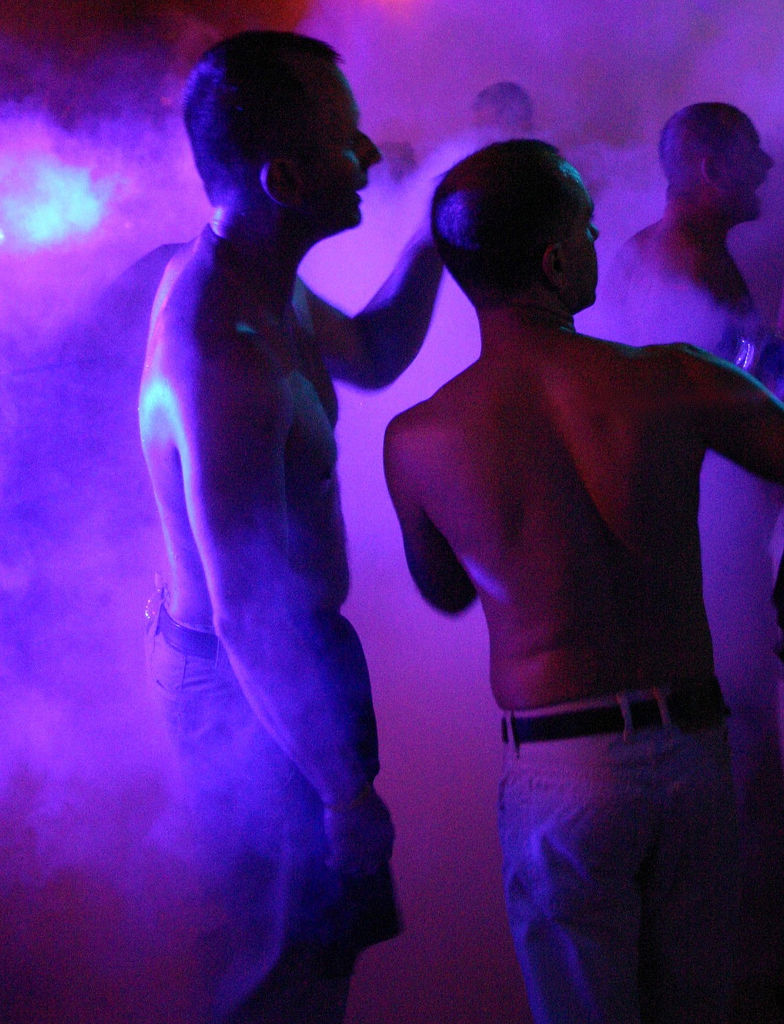
Una fiesta del circuito en Atlanta, Estados Unidos.

El inicio del circuito se ha atribuido a diferentes fiestas que surgieron a finales de los años 1970 y principios de los 1980. Estas fiestas precursoras eran llamadas fiestas disco. Las mismas duraban solo una noche y se llevaban a cabo en áreas metropolitanas estadounidenses con grandes poblaciones homosexuales. Aunque discotecas de Nueva York como Flamingo y 12 West tenían fiestas gay temáticas, ambas quedaron eclipsadas por la apertura de The Saint en el East Village en 1980.
The Saint, que se construyó dentro del espacio renovado que alguna vez albergó al famoso teatro Fillmore East, presentaba una pista de baile cubierta por una cúpula suspendida en el aire y un mecanismo de planetario que proyectaba un paisaje estelar sobre la cúpula encima de la pista de baile. Si bien abría todos los fines de semana a partir de septiembre, las fiestas mensuales de The Saint se convirtieron en eventos maratónicos que atrajeron a hombres homosexuales de todo el mundo. Estas fiestas crearon el concepto de una fiesta única como punto focal para una escapada de fin de semana en la comunidad gay.
Lo que se convertiría en otra fiesta del circuito fue fundada durante el mismo período por Corbett Reynolds, un artista y propietario de un club nocturno con sede en Columbus, Ohio, a fines de la década de 1970. Inicialmente, Reynolds imaginó una fiesta de una sola noche, diseñada en torno al tema del color rojo (de ahí el nombre "Red Party"), que se llevaría a cabo en el club nocturno de Reynolds, Rudely Elegant.
La Red Party demostró ser tan exitosa y atrajo a tantos visitantes foráneos que llenó el Valley Dale Dance Hall al máximo y se convirtió en un evento anual, que sobrevivió al cierre del bar a principios de la década de 1980. Para el 25º aniversario de la Red Party, cuyo temática era "Roma", Reynolds falleció. Los responsables de su patrimonio pensaron en cómo continuar el evento, aunque al final decidieron dejar de producirlo.

### Epidemia del VIH y crecimiento de las fiestas (décadas de 1980 y 1990)

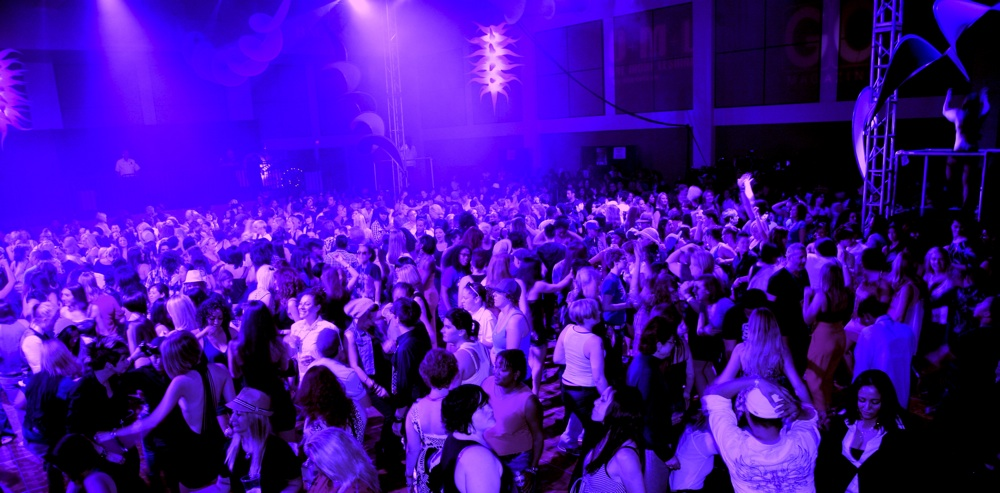
La fiesta White Diamonds durante el Club Skirts Dinah Shore Weekend, en Palm Springs, California.

A principios de la década de 1980 comenzó la epidemia de VIH/sida y comunidades enteras se vieron afectadas. Debido a ello, varias fiestas benéficas aparecieron a lo largo de Estados Unidos, dirigidas por organizaciones de voluntarios que donaban sus ganancias a organizaciones benéficas relacionadas con el VIH/sida, como Halloween en Nueva Orleans. El éxito de estas primeras fiestas del circuito dio paso a otros eventos organizados en otras ciudades, cada una con distintas temáticas. Muchas recibieron nombres de colores, como White Party, Black Party, Blue Ball y Black and Blue Festival, mientras que otras se desarrollaban como parte de otros eventos mayores, como Southern Decadence y Folsom Street Fair.
A principios de la década de 1990, a medida que más hombres homosexuales participaban de estos megaeventos de baile, surgió la verdadera escena de fiestas del circuito moderno y el concepto se expandió hacia producciones cada vez más grandes, con DJs y artistas famosos. También surgió la idea de transformar el evento en una serie continua de fiestas en distintas locaciones, por lo que muchas fiestas del circuito pasaron a durar un fin de semana completo.
Para seguir montando estas producciones cada vez más elaboradas y costosas, los precios de entrada de las fiestas del circuito aumentaron considerablemente, por lo que no era raro que una entrada que cubría todo el fin de semana de fiestas costara 400 dólares o más.

### Caída de la popularidad (década de 2000)
Habiendo alcanzado su punto más popular alrededor de los años 1999 y 2000 (como lo demuestra el número total de eventos durante esos años y la constante disminución en el número de eventos desde entonces), las fiestas del circuito tuvieron un descenso en los años siguientes, aunque varias de ellas siguieron siendo muy populares. En 2004, la sección de viajes del New York Times  presentó una mirada en profundidad de la White Party en Palm Springs, California, junto con miembros de la revista Noizemag . El objetivo central era determinar por qué miles de hombres gastaban miles de dólares para viajar a este evento cada año.
La tendencia a la baja continuó durante toda la década, con el fin de una docena de eventos en Estados Unidos, como la Red Party, FireBall, Hotlanta, The Morning Party, Hell Ball, Reunion y Motorball.
A pesar de estas desapariciones, fiestas del circuito continuaron prosperando en muchas ciudades, especialmente las mejor producidas, como Black and Blue en Montreal, así como eventos que ofrecían otras actividades en adición a la fiesta tradicional, como el fin de semana de Southern Decadence en Nueva Orleans. Además de estas fiestas, auentaron en popularidad los cruceros exclusivos para hombres gay, cada uno con capacidad para más de 2000 pasajeros y que ofrecían viajes de una semana a destinos turísticos populares y un ambiente de fiesta permanente.

### Resurgimiento (desde 2010)
Actualmente se organizan fiestas del circuito en numerosas ciudades a nivel internacional, cada una de ellas contando con una empresa organizadora propia, tales como Matinée en Barcelona y WE Party en Madrid.
A partir de la década de 2010, las fiestas del circuito volvieron a ganar gran popularidad. Esto llevó a la creación del Circuit Festival, que organiza anualmente el Grupo Matinée desde 2008. Circuit Festival es actualmente el mayor evento gay y lésbico de su tipo en el mundo y acoge cada año a más de 50 DJs durante doce días de fiestas del circuito. Desde 2012 ha atraído a un número cada vez mayor de visitantes homosexuales, superando los 70 000 por edición.
Las fiestas del circuito en Estados Unidos experimentaron un resurgimiento notable en estos años y hoy en día atraen constantemente a grandes multitudes de hombres homosexuales. En 2017, VICE News las describió como fiestas "donde los hombres homosexuales buscan sexo y libertad".

## Características
Si bien están abiertas a cualquier persona, las fiestas generalmente se consideran eventos sociales principalmente para hombres homosexuales blancos identificados como masculinos y en buena forma física. Las fiestas del circuito cobran entrada, algunas se llevan a cabo con fines de lucro y otras benefician a organizaciones benéficas, generalmente aquellas en favor de las poblaciones LGBT o programas relacionados con el VIH o la salud. Las fiestas del circuito pueden ser costosas y lujosas, con iluminación, música, producciones y decoración elaboradas y se llevan a cabo en lugares con capacidad para grandes multitudes.
Las fiestas del circuito atraen a una amplia gama de grupos demográficos, desde hombres homosexuales jóvenes de veintitantos años hasta aquellos de cuarenta, cincuenta y hasta sesenta años, y tanto hombres homosexuales solteros como parejas en relaciones a largo plazo. Los asistentes describen las fiestas como eventos sociales importantes, análogos a un día festivo para algunos miembros de la comunidad gay. Pueden describirse como una "celebración" de la vida y la sexualidad gay, una expresión de libertad y una declaración del poder y la fuerza de la comunidad.
Las personas que no asisten a las fiestas del circuito a menudo las perciben como eventos superficiales y suelen referirse negativamente a las personas que asisten a ellas con frecuencia, generalmente debido a la cantidad de sexo y uso de drogas que a menudo se percibe como asociado a estos eventos. Sobre este tema, un pequeño conjunto de investigaciones ha hallado una alta prevalencia de consumo de drogas entre las personas que asisten a fiestas del circuito durante el transcurso de los eventos y plantea interrogantes sobre una posible conexión entre el consumo de drogas y las prácticas sexuales de alto riesgo entre hombres homosexuales y bisexuales.
A los hombres que frecuentan fiestas del circuito y encarnan estereotipos asociados a los asistentes típicos de las mismas a menudo se les llama "reinas del circuito". El término puede utilizarse de manera despectiva o humorística, según el contexto.

### Críticas
Agunos observadores dentro de las comunidades gay y médica han mostrado su preocupación sobre algunos aspectos de la cultura de las fiestas del circuito, particularmente el alto uso de drogas que suelen incluir: alcohol, marihuana, metanfetamina, éxtasis, ketamina, GHB, nitrito de amilo y otras drogas recreativas. Es común que los promotores de fiestas del circuito contraten profesionales médicos para que se coloquen fuera de los establecimientos en previsión de sobredosis de drogas, deshidratación o intoxicación por alcohol durante los eventos.
También se ha señalado que las sobredosis y el deterioro del juicio pueden conducir a más relaciones sexuales sin condón y a la transmisión de enfermedades de transmisión sexual. Se ha culpado a los fiestas del circuito por la propagación del abuso de metanfetamina y el aumento de ETS, en particular el VIH, entre hombres homosexuales.